# Carlos Coloma Nicolás
Carlos Coloma Nicolás (nascido em 28 de setembro de 1981) é um ciclista espanhol que compete em ciclismo de montanha. Em Londres 2012 ele competiu no cross-country, em Hadleigh Farm, terminando em sexto lugar.